# Le Trésor de la vallée de la mort
Pour plus de détails, voir Fiche technique et Distribution.
Le Trésor de la vallée de la mort (titre original : Winnetou und Shatterhand im Tal der Toten) est un film italo-yougo-allemand réalisé par Harald Reinl, sorti en 1968, inspiré de l'œuvre de Karl May.

## Synopsis
Winnetou arrive trop tard pour empêcher un raid de bandits sous la direction de Murdock contre le coffre-fort de l'armée. Le major Kingsley meurt dans ses bras, mais peut lui dire où il peut trouver l'or qu'il a caché. Au tribunal, le major est accusé d'avoir volé la caisse avant de s'enfuir au Mexique. Le procès est suspendu jusqu'à ce que Mabel, la fille de Kingsley, arrive avec une éventuelle lettre d'alibi.
Murdock est présent au procès et apprend la lettre. Il attaque la diligence avec Mabel pour lui voler la lettre, mais il est surpris par l'arrivée d'Old Shatterhand. Murdock parvient à s'échapper. Mabel confie la lettre à Old Shatterhand. Il demande à Mabel de ne pas la présenter au tribunal pour des raisons de sécurité, car il craint que le contenu ne tombe entre de mauvaises mains. C'est ce que Mabel fait, elle demande au tribunal d'accorder 60 jours pour trouver la preuve de l'innocence de son père.
Murdock entre dans la chambre de Mabel pour prendre sa lettre dans laquelle il espère trouver des informations sur la cachette de l'or, mais est également surpris par Old Shatterhand qui l'assomme. Il livre Murdock au shérif, qui collabore secrètement avec les bandits et lui permet de s'échapper.
Winnetou, qui connaît la tombe du major, part avec Old Shatterhand et Mabel pour prouver la mort et donc l'innocence de son père. Ils sont accompagnés par le lieutenant Cummings, témoin de la mort du major, qui doit veiller sur Mabel. Même Sam Hawkens et Lord Castlepool, qui s'est arrangé pour le rencontrer, accompagnent les amis, pour ne pas rater l'aventure.
Sur le chemin, les amis de Murdock tendent un piège. Seul le lieutenant Cummings est pris et torturé pour avouer le contenu de la lettre. Old Shatterhand veut demander l'aide des Indiens Sioux, mais il est capturé par son chef Bison-Rouge, qui détient aussi les amis de Murdock et d'Old Shatterhand. Murdock promet la moitié du trésor d'or et est libéré. Winnetou provoque le chef dans un duel pour sa libération et le gagne. Ensemble, ils poursuivent les bandits qui pourraient prendre la lettre et savent maintenant où chercher l'or - chez Winnetou.
Murdock réussit à mettre la main sur Mabel. Il force maintenant Winnetou à lui dire où est l'or. Il avoue que le major Kingsley l'avait caché dans la « vallée de la Mort ». Les bandits les accompagnent jusqu'à cet endroit et les forcent à récupérer l'or des gaz sulfureux empoisonnés et de la vallée des geysers. Pendant ce temps, Sam Hawkens et Lord Castlepool ont obtenu l'aide des Osages qui campent sur l'« eau bleue ». Avec eux, ils montent dans la vallée et attaquent les bandits. Dans la fusillade, le gaz naturel s'enflamme et l'or disparaît avec les bandits dans une mer de flammes. Old Shatterhand et Winnetou peuvent se sauver avec leurs amis juste à temps. Encore une fois au tribunal, l'innocence du major Kingsley est confirmée. Mabel et le lieutenant Cummings se marient.

## Fiche technique
- Titre : Le Trésor de la vallée de la mort
- Titre original : Winnetou und Shatterhand im Tal der Toten
- Réalisation : Harald Reinl assisté de Stipe Delic et de Charles Wakefield
- Scénario : Herbert Reinecker
- Musique : Martin Böttcher
- Direction artistique : Vladimir Tadej
- Costumes : Irms Pauli
- Photographie : Ernst W. Kalinke
- Effets spéciaux : Erwin Lange
- Son : Matija Barbalic
- Montage : Hermann Haller
- Production : Artur Brauner
- Sociétés de production : CCC-Film, Jadran Film, Super International Pictures
- Société de distribution : Constantin Film
- Pays d'origine :  Allemagne de l'Ouest,  Italie,  Yougoslavie
- Langue : allemand
- Format : Couleurs - 2,35:1 - Mono - 35 mm
- Genre : Western
- Durée : 89 minutes
- Dates de sortie :
  -  Allemagne de l'Ouest : 12 décembre 1968.
  -  Italie : 1er janvier 1970.
  -  Danemark : 1er juin 1970.
  -  Pologne : 1er février 1971.
  -  France : 13 octobre 1971[1].

## Distribution
- Pierre Brice : Winnetou
- Lex Barker : Old Shatterhand
- Karin Dor : Mabel Kingsley
- Rik Battaglia : Murdock
- Ralf Wolter : Sam Hawkens
- Eddi Arent : Lord Castlepool
- Vladimir Medar (de) : Le shérif
- Branko Špoljar : Cranfield
- Clarke Reynolds (de) : Ltn. Cummings
- Wojo Govedariza : Bison-Rouge
- Sima Janićijević : Major Kingsley
- Ilija Ivezić (de) : Davis
- Sime Jagarinec : Plume-Blanche

## Histoire
Le 3 mars 1967, Horst Wendlandt annonce la fin de la série Winnetou. En novembre 1967, le magazine jeunesse Bravo (de) présente le producteur Artur Brauner comme le sauveur des films Winnetou. Brauner négocie en 1967 à la fois avec la société roumaine Romania-Film et la société yougoslave Jadran, pour lequel il se décide en tant que coproducteur.
Brauner rejette le premier scénario de Werner P. Zibaso. Celui de son dramaturge Hannes Dahlberg est critiqué par la Karl-May-Verlag, car cela n'avait rien à voir avec le livre Im Tal des Todes, finalement Herbert Reinecker est embauché.
Le tournage commence le 1er juillet 1968 dans la région de Dubrovnik. La plupart des lieux de tournage sont ceux des films précédents, en particulier le lac Vrana, qui sert de décor pour le village sioux. Le 9 août, Rik Battaglia contracte l'hépatite et est hospitalisé à Zagreb. Par conséquent, le tournage est arrêté le 22 août. Le 3 septembre, le tournage reprend, bien que Battaglia n'ait pas complètement récupéré, de sorte que seulement une petite quantité de travail peut être fait. Le 11 septembre 1968, les dernières images sont prises.
Les 16 et 17 septembre, les dernières scènes de la salle d'audience sont faites dans les studios du CCC à Berlin. Une petite équipe dirigée par Harald Reinl tourne des scènes d'équitation avec des doubles le 1er octobre au Grand Canyon aux États-Unis, qui sont intégrées dans le film.